# Masonia
Masonia is een geslacht van vlinders van de familie zakjesdragers (Psychidae).

## Soorten
- M. crassiorella (Bruand, 1850)
- M. edwardsella Tutt, 1900
- M. rassei Sieder, 1975
- M. saxicolella (Bruand, 1849)